# Summer Night City
Summer Night City è il secondo singolo degli ABBA non estratto da un album, uscito il 6 settembre 1978. Originariamente pensata come primo estratto per il loro album successivo, Voulez-Vous, alla fine non venne inclusa nel disco. Il lato-B del singolo conteneva un medley di canzoni folk americane (Pick a Bale of Cotton, On Top of Old Smokey e Midnight Special), registrate nel 1975. Queste sono le uniche canzoni pubblicate dagli ABBA che non sono state scritte da nessun membro del gruppo.

## Descrizione
La canzone fu registrata durante i primi mesi del '78 nel nuovo studio di registrazione degli ABBA, il Polar Music Studio. Björn disse, successivamente, che la canzone fu difficile da fare e che non venne mai bene come volevano. Esistono infatti molte versioni della canzone, che inizialmente conteneva un'introduzione in stile "ballata" di 43 secondi, tolta nell'edizione definitiva ma poi usata nel tour del '79. Il mixaggio del singolo durò una settimana; per nessun'altra canzone degli ABBA ci volle tanto tempo ed il gruppo stesso fu riluttante nel far uscire la canzone come singolo.
Il medley contenuto nel lato-B era il remixaggio dell'originale del 1975, contenuto in un album di beneficenza tedesco chiamato Stars Im Zeichen Eines Guten Sterns.

## Successo commerciale
La canzone ebbe un buon successo commerciale, arrivando alla numero uno in Irlanda, Finlandia e Svezia (ultima numero uno del gruppo nel loro paese natio) e raggiungendo la Top 5 in Belgio, Norvegia, Zimbabwe, Paesi Bassi, Svizzera e Regno Unito. Summer Night City fu il primo singolo degli ABBA dai tempi di S.O.S. a non raggiungere la Top 3 britannica.